# Josh.
Pour les articles homonymes, voir Josh.
Josh., nom de scène de Johannes Sumpich (né le 22 juillet 1986 à Vienne) est un chanteur autrichien.

## Biographie
Johannes Sumpich grandit dans le Wohnpark Alterlaa. Il commence à apprendre la guitare classique à l'âge de huit ans. À partir de 1993, il fréquente la Rudolf Steiner-Schule de Vienne-Wauer puis le gymnasium d'Anton-krieger-Gasse. Vers l'âge de 15 ans, il joue dans les orchestres scolaires avec son frère aîné Markus, puis commence à faire ses propres chansons. Il reçoit le surnom de Josh, dont il fait plus tard son nom de scène. Parallèlement, il poursuit sa formation de guitare classique dans une école de musique jusqu'à l'âge de 18 ans.
Après la scolarité, il étudie le jazz au Conservatoire de Vienne pendant sept ans. Pendant ce temps, il fonde un groupe de reprises qui joue de la musique populaire. Après un changement interne, il passe les trois années suivantes à étudier au nouvel Institut de pédagogie instrumentale et vocale, en se concentrant sur la musique populaire. Il finance ses études en travaillant à temps partiel dans le service informatique d'une entreprise de cosmétiques et en se produisant en tant que musicien, mais finalement les abandonne pour des raisons économiques.
En 2014, Johannes Sumpich présente sous son vrai nom l'EP Wie im Kino à Brick-5 et fait plusieurs apparitions avec Kathi Kallauch (de). Avec le duo Kein Sommer für einen allein, ils remportent le concours estival de Radio Wien en 2016. Le financement du Fonds autrichien pour la musique lui permet de poursuivre sa carrière musicale. Entre autres choses, il peut créer la chanson Cordula Grün lors de la tournée Live im 25 de Kathi Kallauch en 2018. La chanson est le premier succès de Sumpich sous le nom de scène Josh, elle est une chanson festive entonnée à l'Oktoberfest. Son premier album Von Mädchen und Farben sort en avril 2019. Son deuxième album studio, Teilromantik, paraît en 2021. Le troisième album Reparatur, où, outre habituellement l'amour, il parle de sa dépression, paraît le 3 octobre 2023 est aussitôt numéro un en Autriche.
En mai 2020, Josh. participe au Free European Song Contest (de) 2020 pour l'Autriche, où il termine à l'avant-dernière place. Il participe à deux chansons de l'album de Maite Kelly, Hello!, sorti en 2021. Aux côtés de Lili Paul-Roncalli, il est l'un des deux membres permanents du jury de la sixième saison du télé-crochet de l'ORF Starmania en 2022.
En 2021, Johannes Sumpich épouse sa compagne à l'Ossiacher See, en Carinthie.

## Discographie
Albums
- 2019 : Von Mädchen und Farben
- 2021 : Teilzeitromantik
- 2023 : Reparatur

Singles
- 2014 : Wie im Kino
- 2017 : Wenn du jeden
- 2018 : Sowieso
- 2018 : Cordula Grün
- 2019 : Vielleicht
- 2019 : Reden
- 2019 : Kerzen, Karpfen und du
- 2019 : Melodie verlorn
- 2020 : Wo bist du
- 2021 : Ring in der Hand
- 2021 : Expresso & Tschianti
- 2022 : Von Dir ein Tattoo
- 2023 : Martina
- 2023 : Ich gehör repariert

## Récompenses
- Amadeus Awards 2019 : Chanson de l'année pour Cordula Grün.
- Amadeus Awards 2022 : Catégories Pop/Rock, auteur-compositeur de l'année et Chanson de l'année pour Expresso & Tschianti.
- Amadeus Awards 2023 : Catégorie Pop/Rock